# Katedra Czterdziestu Męczenników w Aleppo
Katedra Czterdziestu Męczenników w Aleppo – katedra należąca do Apostolskiego Kościoła Ormiańskiego w Aleppo. Położona jest w centrum miasta, w dzielnicy Al-Dżudajda.

## Historia
Kościół został wzniesiony w XV wieku, pierwsza wzmianka o nim pochodzi z 1476 roku. W czasie wojny domowej w Syrii (2015) katedrę ostrzelali islamscy terroryści kontrolujący wówczas pobliskie wschodnie dzielnice miasta. Kościół sam w sobie uniknął zniszczenia, jednak zupełnie zdewastowany został jego dziedziniec. 30 marca 2019 katedra została uroczyście rekonsekrowana po naprawie wszystkich zniszczeń. Ceremonii przewodził katolikos Cylicji Aram I.

## Architektura
Świątynia jest budowlą murowaną, trójnawową. Dzwonnica wysoka, zbudowana w roku 1912.

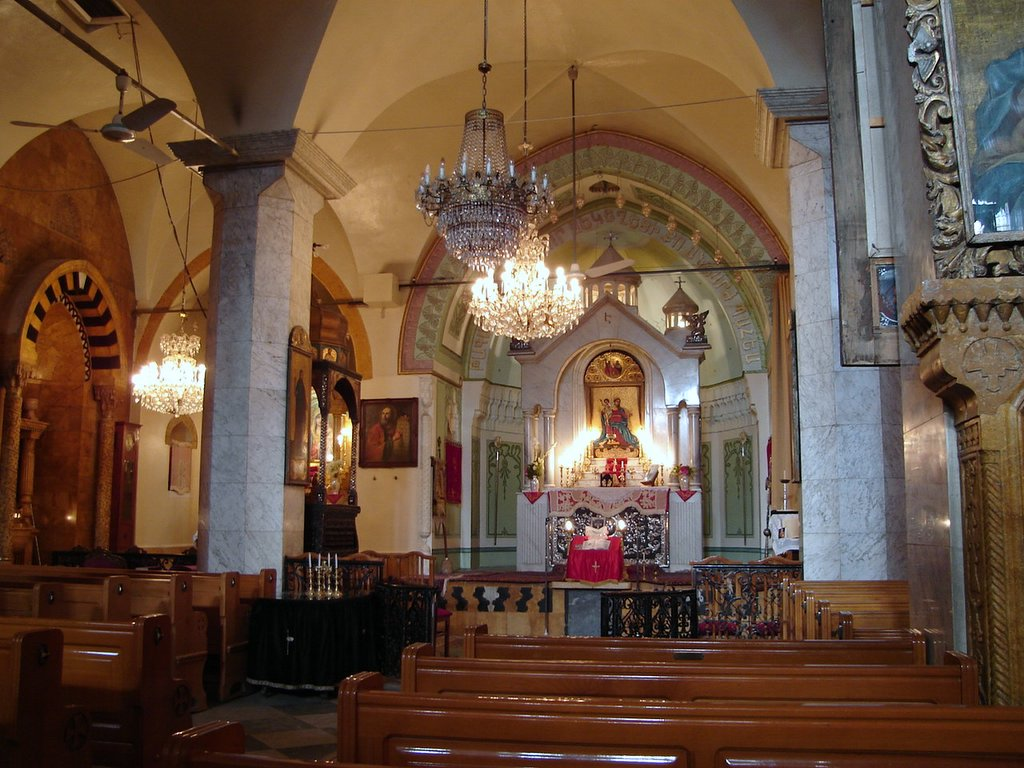
Wnętrze

## Wnętrze
Ołtarz kamienny, kolumnowy w postaci baldachimu z obrazem Matki Bożej z dzieciątkiem, wyposażony w tradycyjną zasłonę. W ołtarzu bocznym również jest ikona Maryi z dzieciątkiem. Naprzeciwko ołtarza znajduje się chór muzyczny. Chrzcielnica ozdobna, rozbudowana.